# Gossypium australe
Gossypium australe es una especie de arbusto de la familia Malvaceae.

## Descripción
Gossypium australe crece hasta los 60 a 90 cm de altura. Las hojas son de color gris y peludas, ovales a elípticas,  y suaves al tacto. Las flores tienen alrededor de 2 a 6 cm de largo y presenta un color rosa pálido o malva "rosa" con un tono más intenso en el centro. Los frutos son peludos, esféricos y contienen una semilla erizada.
A veces se confunde con Gossypium sturtianum.

## Distribución y hábitat
Especie originaria del norte de Australia (Northern Territory, Queensland, Western Australia).
Prefiere suelos arenosos cercanos a cursos de agua.